# زواج المثليين في باخا كاليفورنيا
أصبح زواج المثليين قانونيا في الولاية المكسيكية باخا كاليفورنيا المكسيكية منذ 3 نوفمبر 2017. وفي ذلك اليوم، أعلنت حكومة الولاية أنها سوف تتوقف عن فرض الحظر على زواج المثليين وأن السجل المدني سيبدأ قبول الطلبات للحصول على تراخيص الزواج من قبل الأزواج المثليين. كان هذا يتماشى مع الفقه القانوني الذي أقرته المحكمة العليا المكسيكية، التي قضت بأن حظر زواج المثليين غير دستوري. بالإضافة إلى ذلك، يُسمح للأزواج مالمثليين بالتبني في الولاية.

## تاريخ
في 23 أغسطس 2010، بعد فترة وجيزة من صدور حكم من قبل المحكمة العليا المكسيكية التي تقضي بأن تعترف جميع الولايات بقانونية زواج المثليين الذي يتم عقده في ولاية أخرى، أدخل المشرعون بالولاية تعديلاً على المادة 7 من دستور ولاية باجا كاليفورنيا، مضيفين تعريف الزواج باعتباره اتحاد رجل وامرأة. في 29 سبتمبر 2010، صوت كونغرس باخا كاليفورنيا في اصويت 18 عضوا لصالح مقابل تصويت عضو واحد بضد (18-1) لصالح التعديل، وبعد موافقة البلديات، تم نشره في 27 مايو 2011. في 13 نوفمبر 2014، قضت المحكمة العليا في المكسيك بأن باجا كان الحظر الدستوري لباخا كاليفورنيا على زواج المثليين غير دستوري.
نظرًا لعدم بذل كونغرس الولاية أي جهود منذ عام 2011 لإصلاح القانون المدني والدستور، فقد تم تقديم شكوى إلى لجنة حقوق الإنسان للمواطنين في الشمال الغربي في 27 نوفمبر 2014.
في 14 كانون الثاني/يناير 2015، قدم راؤول راميريز بينا، مدير لجنة حقوق الإنسان للمواطنين في الشمال الغربي، عريضة إلى الحاكم وخمسة من موظفي البلديات بالولاية يطلب منهم تقديم إخطار إلى المسجلين في جميع أنحاء الولاية القضائية بشأن كيفية المضي قدما في زواج المثليين جنسيا امتثالا للدستور المكسيكي.
في 22 فبراير 2017، أعلن رئيس وكالة التبني في باخا كاليفورنيا أن للأزواج المثليين الحق في التبني في الولاية؛ تمشيا مع السوابق القضائية التي وضعتها المحكمة العليا.

### الإجراءات التشريعية
تم تقديم مشروع قانون في كونغرس باخا كاليفورنيا في 12 فبراير 2015 لتشريع زواج المثليين في الولاية عن طريق تغيير المادة 7 من دستور الولاية. في مارس 2015، بدأ السياسيون في تيخوانا العمل على مبادرة لتشريع زواج المثليين في المدينة.

### الأوامر القضائية
في 18 مارس 2013، تقدم زوجان مثليان للزواج في إنسينادا. تم رفضهم في 21 مارس وقدموا أمرا قضائيا في 12 أبريل 2014. في 31 أكتوبر 2014، أمرت المحكمة المحلية السابعة مدينة إنسينادا بالسماح بزواجهما الذي رفضه المسجل قبل سنة ونصف. صرح المسؤولون في إنسينادا لاحقًا أنهم سيحترمون الأمر القضائي.
في 17 يونيو 2013، حُرم زوجان مثليان من الحق في الزواج في مكسيكالي وطلبوا الحصول على أمر قضائي. تمت الموافقة على الأمر القضائي في أكتوبر 2013، ولكن تم استئنافه من قِبل المسجل إلى المحكمة العليا. في 25 يونيو 2014، تم تأييد الأمر القضائي الأولي واعتبرت المحكمة العليا في المكسيك أن حظر زواج المثليين في الولاية غير دستوري. في 31 أكتوبر 2014، أبلغت ضابطة السجل المدني في مكسيكالي، أدريانا غوادالوبي راميريز، الزوجين بأن القرار لن يُستأنف، وسُحب الرفض، وبأن الزواج سيستمر. على الرغم من أن راميريز حددت موعد الاحتفال في 21 نوفمبر 2014، عندما ظهر الزوجان في قاعة الزفاف للزواج، رفض القاضي أداء الحفل وتم إخلاء المحتفلين بعد تلقي تهديد بوجود قنبلة. وادعى السجل المدني أنه قد تم تصحيح التناقضات في الوثائق وأعلن عن إعادة جدولة الزفاف في 10 يناير 2015.
وفي 10 يناير، عاد الزوجان مرة أخرى إلى السجل لحضور حفل زفافهما الذي تم رفضه للمرة الرابعة، تحت ادعاء المواطن أن الزوجين يعانيات من «الجنون». كان المواطن الذي قدم الادعاء مسؤولاً يقدم المشورة قبل الزواج المطلوبة من قبل المدينة والذي رفض إعطاء الزوجين شهادة أنهما أنهيا الاستشارة. ردًا على الجدل الدائر في مكسيكالي، أعلن المسؤولون في تيخوانا أنهم على استعداد للامتثال للأمر القضائي وتقديم المشورة قبل الزواج للأزواج المثليين. قدم محامو الزوجين ازدراء لإجراءات المحكمة ضد رئيس البلدية والمسجل لفشلهم في تنفيذ تعليمات المحكمة العليا. خلال مسيرة احتجاج حددها مجتمع المثليين، أعلن المسؤولون في مكسيكالي أنهم يرفضون اتهام «الجنون» وأنهم مستعدون لأداء الزواج. في 17 يناير 2015، أصبح الزوجان أول من يتزوج في باخا كاليفورنيا. في آذار/مارس 2015، أُعلن أن الحكومة طلبت مراجعة الأوامر القضائي الممنوحة في الولاية حتى الآن بقصد تأخير إصدار الفقه القانوني.
في 6 آب/أغسطس 2013، حرم المسجل المدني في مكسيكالي زوجتين مثليتين من الحصول على رخصة زواج وتم التقدم بأمر قضائي. تلقوا إشعارًا بموافقة الأمر اى قضائي في 30 ديسمبر 2013.
في 22 يناير 2015، تقدمت زوجتان مثليتان بطلب للزواج من السجل المدني في تيخوانا ورُفض طلبهما. وتعهد الزوجان بمحاربة هذا الرفض وأصر على أنه مع تخطي القانون الفيدرالي للقانون المحلي، فإن الأمر القضائي ليس ضروريًا لأن المحكمة العليا قد أعلنت بالفعل أن حظر زواج المثليين في باخا كاليفورنيا غير دستوري.
تم تقديم ثلاثة أوامر قضائية إضافية في سبتمبر 2014. تزوج أحد الأزواج الثلاثة الذين في 14 مايو 2016 بعد منحهم أمرا قضائيا. أُعلن في يونيو 2015 أن 10 أشخاص تقدموا بطلب للحصول على أمر قضائي جماعي في تيخوانا. وتم منحه في 18 مارس 2016. في 22 ديسمبر 2016، أعلن القاضي أن حظر زواج المثليين في الولاية غير دستوري ومنح أمرا قضائيا لزوجين مثليين آخرين.
في سبتمبر 2017، تزوج زوجان مثليان بنجاح في تيخوانا دون أن يحصلا أولاً على أمر قضائي.

### المرسوم الحكومي
في 3 نوفمبر 2017، أعلنت حكومة باخا كاليفورنيا أنها ستتوقف عن فرض حظرها على زواج المثليين. وأصدرت تعليمات للبلديات الخمس في الولاية للبدء فوراً في إصدار تصاريح زواج للأزواج من المثليين دون أن تطلب منهم الحصول على أمر قضائي مسبق.
في أواخر ديسمبر 2017، أعلنت لجنة الولاية لحقوق الإنسان أن مسؤولي الولاية لا يمكنهم رفض إصدار تراخيص زواج للأزواج المثليين. ومع ذلك، وحتى يونيو 2019، لا تزال مكسيكالي، ثاني أكبر بلدية من حيث عدد السكان في الولاية، لا تسمح بزواج المثليين.

## إحصاءات الزواج
من عام 2015 إلى منتصف 2018، تزوج حوالي 34 من الأزواج المثليين في باخا كاليفورنيا؛ 18 في تيخوانا، 12 في مكسيكالي، 3 في إنسينادا، وزوج واحد في تيكاتي. لاحظت لجنة الولاية لحقوق الإنسان أنه في الوقت الذي كان زواج المثليين قانوني في الولاية منذ أواخر عام 2017، تم حرمان عدة أزواج مثليين من تراخيص الزواج.
في يوليو 2018، سجلت اللجنة 72 حالة، معظمها في تيخوانا. رأى العديد من الأزواج طلباتهم مرفوضة بناءً على قوانين الزواج في الولاية، والتي لا تزال تحتفظ بحظر زواج المثليين. وقد حثت اللجنة كونغرس الولاية على تعديل قوانين الزواج صراحة لإغلاق الثغرات، وذكّرت مسؤولي الولاية بأنه من غير القانوني رفض إصدار تراخيص زواج المثليين.
بحلول نهاية عام 2018، كان 186 من الأزواج المثليين قد تزوجوا في الولاية؛ مع كون غالبية منهم في تيخوانا.

## الرأي العام
أظهر استطلاع للرأي أجراه عام 2017 بواسطة مجلس الاتصالات الاستراتيجية أن 53% من سكان ولاية باخا كاليفورنيا يؤيدون زواج المثليين. كان 43٪ يعارضون ذلك.
وفقًا لاستطلاع عام 2018 أجراه المعهد الوطني للإحصاء والجغرافيا، عارض 31% من سكان باخا كاليفورنيا زواج المثليين. كان هذا ثاني أقل معدل في كل المكسيك، بعد مدينة مكسيكو بنسبة 29%.